# Area metropolitana di Bryan-College Station
Bryan-College Station è un'area metropolitana che si concentra sulle città gemelle di Bryan e College Station nella regione della Brazos Valley nel Texas. Il censimento del 2019 ha collocato la popolazione delle tre aree metropolitane della contea a 273 101 abitanti.
La vita economica e sociale della zona è centrata sul campus principale della Texas A&M University a College Station; così, l'area è popolarmente conosciuta come "Aggieland" in riferimento al soprannome Aggies per le squadre sportive e gli studenti dell'università.

## Contee
- Brazos
- Burleson
- Robertson

## Comunità

### Luoghi con oltre 75.000 persone
- Bryan
- College Station

### Luoghi con 1.000 a 7.000 persone
- Caldwell
- Calvert
- Franklin
- Hearne
- Somerville
- Navasota

### Luoghi con meno di 1.000 persone
- Anderson
- Bedias
- Bremond
- Snook
- Kurten
- Millican
- Todd Mission
- Wixon Valley
- Iola

### Luoghi non incorporati
- Benchley
- Chriesman
- Deanville
- Easterly
- Frenstat
- Hammond
- Lyons
- Mumford
- New Baden
- Ridge
- Tidwell Prairie
- Wheelock